# Enebakk
Enebakk – norweskie miasto i gmina leżąca w okręgu Akershus.
Enebakk jest 313. norweską gminą pod względem powierzchni.

## Demografia
Według danych z roku 2005 gminę zamieszkuje 9297 osób, gęstość zaludnienia wynosi 39,99 os./km². Pod względem zaludnienia Enebakk zajmuje 112. miejsce wśród norweskich gmin.
| ludność stan na 1 stycznia 2005 |         |           |       |
|                                 | kobiety | mężczyźni | razem |
| osób                            | 4705    | 4592      | 9297  |
| %                               | 50,61%  | 49,39%    | 100%  |

| wykształcenie stan na 1 października 2004 |            |         |        |          |
|                                           | podstawowe | średnie | wyższe | nieznane |
| osób                                      | 1543       | 4311    | 1172   | 150      |
| %                                         | 21,5%      | 60,08%  | 16,33% | 2,09%    |

## Edukacja
Według danych z 1 października 2004:
- liczba szkół podstawowych (norw. grunnskolar): 6
- liczba uczniów szkół podst.: 1422

## Władze gminy
Według danych na rok 2011 administratorem gminy (norw. rådmann) jest Kjersti Øiseth, natomiast burmistrzem (norw. ordfører, d. borgermester) jest Dag Bjerke.